# Yeşilköy, Kalkandere
Yeşilköy là một xã thuộc huyện Kalkandere, tỉnh Rize, Thổ Nhĩ Kỳ. Dân số thời điểm năm 2010 là 222 người.